# Seifengasse

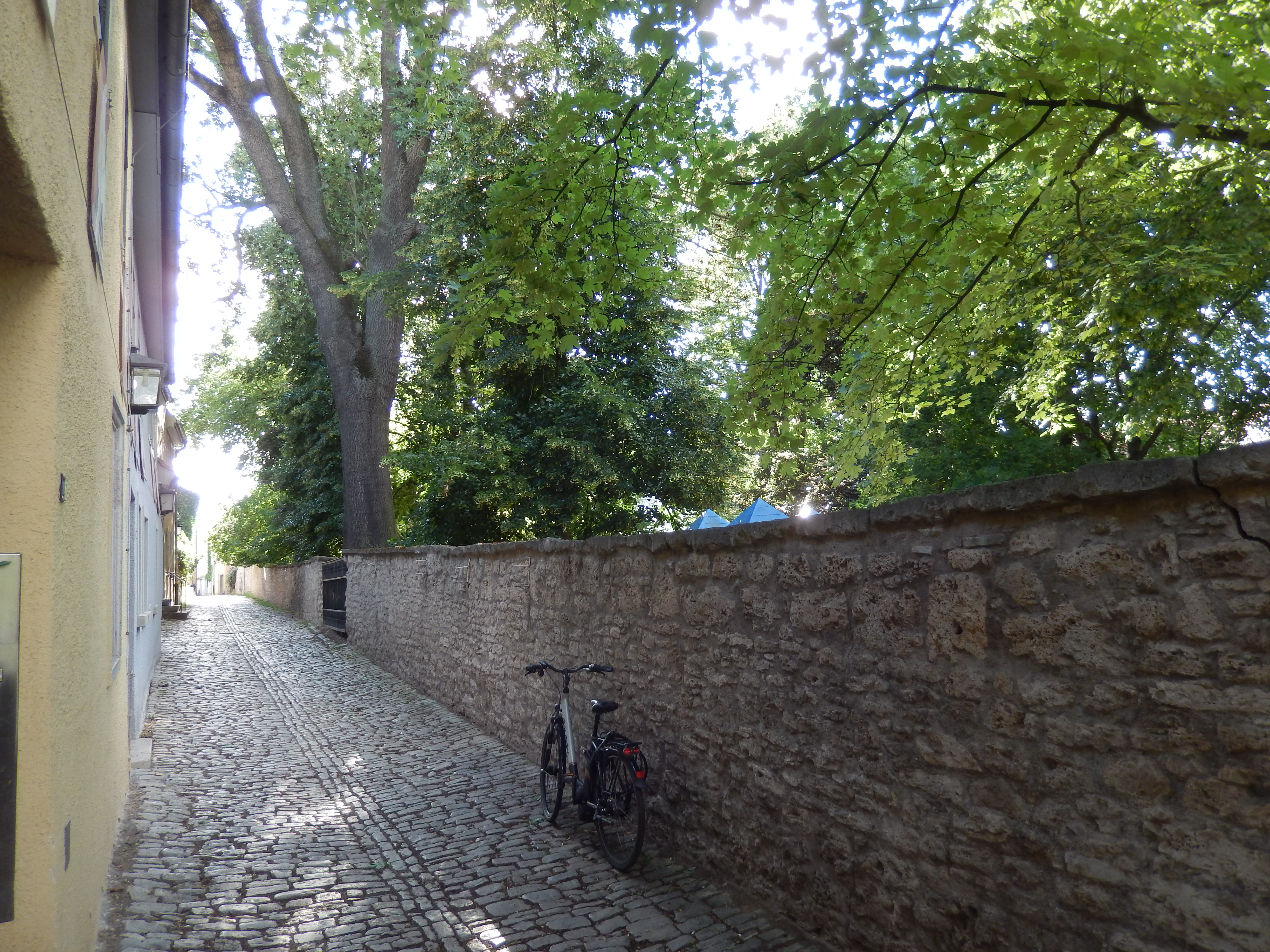
Oppelscher Garten, Mauer an der Seifengasse

Die Seifengasse in Weimar ist ein Straßenzug in der Altstadt, der vom Frauenplan, wo sich Goethes Wohnhaus und das Gasthaus Zum weißen Schwan befinden, bis zur Ackerwand zum Haus der Frau von Stein führt.
Die Seifengasse wurde nach den dort ansässigen Seifensiedern so benannt. Dort wohnten ärmere Personen. Auf dem Gelände der Seifengasse wurde die Bebauung der Ackerwand, die Goethe 1797 selbst angeregt hatte, mit dem Haus des herzoglichen Mundkochs François Le Goullon begonnen. Goethe selbst hatte in der Seifengasse 16 insbesondere für die Wintermonate vom 2. August 1779 bis zum 2. Juni 1781 ein Haus angemietet, betrachtete das Haus jedoch nur als Notquartier. In der Seifengasse wohnte zeitweilig auch Johann Karl August Musäus. Zwischen der Seifengasse und der Puschkinstraße befindet sich der Oppelsche Garten mit Pavillon.
Die gesamte Straße steht auf der Liste der Kulturdenkmale in Weimar (Sachgesamtheiten und Ensembles).